# Jennifer Pan
Pour les articles homonymes, voir Pan (homonymie).
 (avril 2024).
Si vous disposez d'ouvrages ou d'articles de référence ou si vous connaissez des sites web de qualité traitant du thème abordé ici, merci de compléter l'article en donnant les références utiles à sa vérifiabilité et en les liant à la section « Notes et références ».
 (avril 2024).
La mise en forme du texte ne suit pas les recommandations de Wikipédia : il faut le « wikifier ».
Les points d'amélioration suivants sont les cas les plus fréquents. Le détail des points à revoir est peut-être précisé sur la page de discussion.
- Les titres sont pré-formatés par le logiciel. Ils ne sont ni en capitales, ni en gras.
- Le texte ne doit pas être écrit en capitales (les noms de famille non plus), ni en gras, ni en italique, ni en « petit »…
- Le gras n'est utilisé que pour surligner le titre de l'article dans l'introduction, une seule fois.
- L'italique est rarement utilisé : mots en langue étrangère, titres d'œuvres, noms de bateaux, etc.
- Les citations ne sont pas en italique mais en corps de texte normal. Elles sont entourées par des guillemets français : « et ».
- Les listes à puces sont à éviter, des paragraphes rédigés étant largement préférés. Les tableaux sont à réserver à la présentation de données structurées (résultats, etc.).
- Les appels de note de bas de page (petits chiffres en exposant, introduits par l'outil «  Source ») sont à placer entre la fin de phrase et le point final[comme ça].
- Les liens internes (vers d'autres articles de Wikipédia) sont à choisir avec parcimonie. Créez des liens vers des articles approfondissant le sujet. Les termes génériques sans rapport avec le sujet sont à éviter, ainsi que les répétitions de liens vers un même terme.
- Les liens externes sont à placer uniquement dans une section « Liens externes », à la fin de l'article. Ces liens sont à choisir avec parcimonie suivant les règles définies. Si un lien sert de source à l'article, son insertion dans le texte est à faire par les notes de bas de page.
- La présentation des références doit suivre les conventions bibliographiques. Il est recommandé d'utiliser les modèles {{Ouvrage}}, {{Chapitre}}, {{Article}}, {{Lien web}} et/ou {{Bibliographie}}. Le mode d'édition visuel peut mettre en forme automatiquement les références.
- Insérer une infobox (cadre d'informations à droite) n'est pas obligatoire pour parachever la mise en page.

Pour une aide détaillée, merci de consulter Aide:Wikification.
Si vous pensez que ces points ont été résolus, vous pouvez retirer ce bandeau et améliorer la mise en forme d'un autre article.
Jennifer Cecilia Pan, née le 17 juin 1986 à Markham (Canada), est une femme canadienne condamnée pour un attentat à gages en 2010 visant ses deux parents, tuant sa mère et blessant son père. Le crime s'est produit à la résidence Pan à Unionville, à Markham, dans l'Ontario, dans la région du Grand Toronto. Pan a été reconnue coupable de plusieurs chefs d'accusation et condamnée à une peine de réclusion à perpétuité avec possibilité de libération conditionnelle après 25 ans, la même peine que ses co-conspirateurs. En mai 2023, la Cour d'appel de l'Ontario a ordonné un nouveau procès pour Pan et ses conspirateurs sur le chef d'accusation de meurtre au premier degré, mais a confirmé la condamnation pour tentative de meurtre.

## Jeunesse et éducation
La mère de Jennifer Pan, Bich Ha Pan, et son père, Huei Hann Pan, étaient des réfugiés d'origine chinoise du Vietnam (Viet Hoa) au Canada. Hann est né et a été éduqué au Vietnam, déménageant au Canada en 1979 comme réfugié. Bich a également émigré comme réfugiée. Le couple s'est marié à Toronto et a vécu à Scarborough. Leurs deux enfants sont Jennifer, née en 1986, et Felix, né en 1989. Les Pan ont trouvé du travail chez Magna International, un fabricant de pièces automobiles à Aurora, en Ontario. Hann travaillait comme fabricant d'outils et de matrices, tandis que Bich fabriquait des pièces automobiles. En 2004, Hann et Bich ont acheté une maison avec un garage pour deux voitures dans une rue résidentielle à Markham, une ville de la région du Grand Toronto avec une grande population asiatique.
Les parents de Jennifer ont fixé de nombreux objectifs pour leurs enfants et avaient des attentes très élevées envers eux. Jennifer a été obligée de prendre des cours de piano à l'âge de quatre ans avec Fernando Baldassini, ainsi que des cours de patinage artistique où elle s'entraînait la plupart des jours de la semaine. Elle espérait devenir championne olympique de patinage artistique jusqu'à ce qu'elle se déchire un ligament au genou. Jennifer a fréquenté l'école secondaire catholique Mary Ward où elle jouait de la flûte dans l'orchestre de l'école. Selon son amie de lycée Karen K. Ho, Hann était vu comme "le père tigre classique", et Bich était "son complice réticent." Les Pan venaient chercher Jennifer à la fin des cours chaque jour et surveillaient de près ses activités extrascolaires. Ils ne lui permettaient pas de sortir avec des garçons pendant qu'elle fréquentait le lycée ni d'assister à des danses du lycée, de peur que ces activités ne la distraient de ses engagements académiques. Jennifer n'était autorisée à participer à aucune fête pendant la période où ses parents croyaient qu'elle fréquentait l'université. À l'âge de 22 ans, "elle n'avait jamais été en boîte de nuit, n'avait jamais été ivre, n'avait jamais visité le chalet d'un ami ni parti en vacances sans sa famille." Jennifer et ses amis considéraient cette éducation comme restrictive et très oppressante.
Malgré les attentes élevées de ses parents à ce qu'elle obtienne de bonnes notes à l'école primaire, ses notes tout au long du lycée étaient assez moyennes sauf pour la musique. Elle a falsifié des bulletins de notes à plusieurs reprises, trompant ses parents en leur faisant croire qu'elle obtenait de très bons résultats. Lorsque Jennifer a échoué en mathématiques en 12e année, l'Université Ryerson a révoqué son admission anticipée. Ne supportant pas cet échec, elle a commencé à mentir à ceux qu'elle connaissait, y compris ses parents, et a fait croire qu'elle fréquentait l'université. Au lieu de cela, elle s'asseyait dans des cafés, enseignait comme instructeur de piano et travaillait dans un restaurant pour gagner de l'argent. Pour maintenir la supercherie, Jennifer a dit à ses parents qu'elle avait gagné des bourses, puis a faussement affirmé qu'elle avait accepté une offre dans le programme de pharmacologie à l'Université de Toronto. Elle est allée jusqu'à acheter des manuels de pharmacologie d'occasion et à regarder des vidéos liées à la pharmacologie pour créer des cahiers pleins de prétendues notes de cours qu'elle pouvait montrer à ses parents.
Jennifer a également demandé la permission de ses parents pour rester près du campus avec un ami tout au long de la semaine. En réalité, elle restait avec son petit ami, Daniel Chi-Kwong Wong, qu'elle avait rencontré au lycée. Wong est d'ascendance mixte chinoise et philippine et vivait à Ajax. Il était un trafiquant de marijuana actif et gérait une Boston Pizza. Ancien élève du lycée Mary Ward, il a été transféré à l'Académie Cardinal Carter à North York, Toronto, en raison de ses mauvaises notes, et a ensuite étudié à l'Université York.

## Vie adulte
Pendant qu'elle prétendait terminer son diplôme à l'Université Ryerson, Pan a dit à ses parents qu'elle avait commencé à travailler comme bénévole à l'Hôpital pour enfants malades. Hann et Bich ont rapidement commencé à se méfier lorsqu'ils ont réalisé qu'elle n'avait ni badge ni uniforme d'hôpital. Un jour, Bich a suivi sa fille au "travail" et a rapidement découvert sa supercherie. Extrêmement en colère, Hann voulait chasser Jennifer de la maison, mais Bich l'a convaincu de lui permettre de rester. Comme elle n'avait pas terminé le lycée à cause de son échec en calcul, un cours qu'elle avait été obligée de suivre par ses parents, elle a finalement commencé à travailler pour terminer complètement le lycée et a ensuite été encouragée par ses parents à postuler à l'université. Elle était cependant interdite de contacter Wong en raison de ses parents d'origines ethniques différentes (selon Pan), ou d'aller nulle part sauf pour son travail de professeur de piano. Pourtant, elle et Wong ont continué à se parler secrètement durant cette période.
À l'âge de 24 ans, Wong en avait assez d'essayer de poursuivre une relation avec elle, car Jennifer était tellement effrayée et restreinte par ses parents qu'elle vivait chez eux et ne le rencontrait qu'en secret. Wong a mis fin à sa relation avec Jennifer et a commencé à sortir avec une autre jeune femme. Après avoir appris ces nouvelles relations, Pan a prétendument dit à Wong qu'un homme était entré chez elle, montrant ce qui ressemblait à un badge de police, après quoi plusieurs hommes sont entrés en courant et l'ont violée en groupe. Elle a affirmé qu'après cela, une balle lui avait été envoyée par la poste, et que ces deux événements étaient orchestrés par la nouvelle petite amie de Wong.

## Attaque contre les parents de Pan
Au printemps 2010, Pan était en contact avec Andrew Montemayor, un ami de lycée qui, affirme-t-elle, avait vanté leurs vols à main armée au couteau, ce que Montemayor a démenti. Montemayor l'a présentée à Ricardo Duncan, un "gothique" auquel Pan prétend avoir donné 1 500 dollars pour tuer son père dans le parking de son lieu de travail. Duncan a affirmé qu'elle lui avait une fois donné 200 dollars pour une soirée, mais qu'il les avait rendus et qu'il l'avait repoussée lorsqu'elle lui avait demandé de tuer ses parents.
Pan et Wong ont repris contact à ce moment-là et, selon la police, ils ont élaboré un plan pour engager un tueur à gages pour 10 000 dollars pour tuer ses parents, estimant qu'elle hériterait alors 500 000 dollars. Ils prévoyaient d'emménager ensemble. Wong a connecté Pan à un homme nommé Lenford Roy Crawford, né en Jamaïque, qu'il appelait Homeboy, et lui a donné une carte SIM et un iPhone pour qu'elle puisse contacter Crawford sans utiliser son téléphone habituel. Crawford a contacté un autre homme, nommé Eric Shawn "Sniper" Carty, qui à son tour a contacté David Mylvaganam, né à Montréal. Crawford vivait à Brampton et Mylvaganam à Toronto, tandis que Carty, qui vivait auparavant à Rexdale, Toronto, à l'époque n'avait pas de résidence fixe. Le Crown a déclaré que Mylvaganam était l'un des tueurs. Carty a ensuite été condamné pour un meurtre non lié de 2009.
Le meurtre a eu lieu dans la maison des Pan, dans le quartier Unionville à Markham, en Ontario. Le 8 novembre 2010, Pan a déverrouillé la porte d'entrée de la maison familiale lorsqu'elle est allée se coucher, puis a parlé au téléphone avec Mylvaganam. Peu après, Mylvaganam et deux autres personnes sont entrés dans la maison par la porte d'entrée déverrouillée, tous armés de fusils. Dans le témoignage du tribunal, la Couronne n'a pas établi l'identité des deux autres tueurs à gages ; Wong et Crawford étaient au travail. Carty a déclaré qu'il était le conducteur de ceux qui ont pénétré dans la maison, qu'il les a sélectionnés et qu'il était impliqué dans la planification de l'attaque. Il n'a pas déclaré qu'il était l'un des trois ou qu'il avait directement attaqué les autres. L'identité du tireur reste inconnue.
Après avoir exigé tout l'argent dans la maison et saccagé la chambre principale, les trois hommes ont emmené Bich et Hann au sous-sol où ils les ont abattus plusieurs fois. Bich a été tuée, mais Hann a survécu à ses blessures. Les trois hommes ont ensuite pris 2 000 $ de Pan et sont partis. Pan a affirmé qu'ils l'avaient ligotée, mais qu'elle avait réussi à appeler le 911. Hann Pan a été traité à l'hôpital Markham Stouffville, puis a été transféré à une unité de traumatologie à l'hôpital Sunnybrook à Toronto, par avion.

## Enquête et arrestations
La police croyait initialement que la richesse de la famille avait attiré les auteurs dans la maison, mais a commencé à devenir sceptique, car de nombreux objets de valeur n'avaient pas été volés et parce que Pan était restée indemne et avait appelé le 911 alors que ses mains étaient liées. Le soir du meurtre, Pan a subi son premier entretien avec la police. Hann Pan s'est ensuite réveillé d'un coma et a dit à la police qu'il se souvenait avoir vu Pan chuchoter à l'un des tueurs d'une manière amicale et douce. Pan a été arrêtée le 22 novembre 2010, lors de son troisième entretien au poste de police de Markham (District 5) de la police régionale de York. Lors de cet entretien, Pan a admis qu'elle avait engagé les tueurs, mais a affirmé qu'elle les avait engagés pour la tuer elle, et non ses parents. L'officier de police chargé de l'interrogatoire, William "Bill" Goetz, a alors prétendu qu'il disposait d'un logiciel informatique capable d'analyser les mensonges dans les déclarations et qu'il existait des satellites qui utilisaient une technologie infrarouge pour analyser les mouvements dans les bâtiments ; au Canada, la police a légalement le droit de mentir à ceux qu'elle interroge concernant les preuves dans le procès, ainsi que concernant les stratégies qu'ils utilisent. Goetz a utilisé la méthode Reid pour obtenir la confession de Pan.
Mylvaganam a été arrêté au centre commercial Jane Finch à North York, Toronto, le 14 avril 2011. Carty a été arrêté à la prison où il était détenu, le Complexe correctionnel Maplehurst à Milton, Ontario, le 15 avril. Wong a été arrêté le 26 avril à son lieu de travail. Crawford a été le dernier suspect arrêté, placé en détention le 4 mai à Brampton. Pan a été détenue au Centre correctionnel de l'Est-Central à Lindsay, Ontario, comme détenue pré-jugement.

## Procès
Le procès de Pan et de ses complices a commencé le 19 mars 2014 à Newmarket et a duré dix mois. Tous ont plaidé non coupable aux accusations de meurtre au premier degré, de tentative de meurtre et de complot pour commettre un meurtre. Au procès, les preuves de la police régionale de York comprenaient un suivi exhaustif des mouvements des appareils mobiles et du trafic des messages texte, incluant plus de 100 messages envoyés entre Pan et Wong dans les six heures précédant le meurtre. D'autres preuves ont porté sur le caractère atypique de "l'effraction", du "vol", des fusillades, et des irrégularités dans le témoignage de Pan. L'obsession de Pan envers Wong, son manque d'émotion réelle et une confession concernant l'attaque, ainsi que la reconnaissance du traumatisme qu'elle a subi, ont également été détaillés. Une irrégularité majeure était que Pan n'avait pas été agressée, aveuglée, emmenée au sous-sol, ni abattue, laissant derrière elle un témoin oculaire de l'attaque. Les preuves de Hann, qui différaient grandement de la version de Pan, ont également sapé sa crédibilité. Le procès a inclus plus de 200 pièces à conviction ; plus de 50 témoins ont témoigné au procès.
Pan, Wong, Mylvaganam, et Crawford ont tous été condamnés le 13 décembre 2014, et chacun a reçu une peine à perpétuité sans possibilité de libération conditionnelle pendant 25 ans.
À l'origine, Carty a été jugé avec les autres auteurs. Edward Sapiano, l'avocat de Carty, est tombé malade, alors vers l'été 2014, son cas a été déclaré nul. En décembre 2015, Carty a reçu une peine de 18 ans après avoir plaidé coupable de complot pour commettre un meurtre, avec éligibilité à une libération conditionnelle après neuf ans. Selon Carty, il ne voulait pas soumettre Hann Pan à un autre procès pénal.

## Peines et emprisonnement
Jennifer Pan a été condamnée à perpétuité sans possibilité de libération conditionnelle pendant 25 ans pour le meurtre de sa mère et la tentative de meurtre de son père. Le père et le frère de Pan ont demandé une ordonnance restrictive pour lui interdire de jamais contacter les membres de sa famille survivants à nouveau. Malgré les objections des avocats de la défense, le juge a déposé l'ordonnance. Pan est également interdite de contacter Wong à nouveau.
En 2016, Pan était incarcérée à l'établissement Grand Valley pour femmes à Kitchener, en Ontario. Wong, précédemment détenu à Lindsay, en Ontario, était à l'établissement Collins Bay à Kingston, également en Ontario. Mylvaganam était à l'établissement Atlantique à Renous, au Nouveau-Brunswick. Crawford était à l'établissement Kent à Agassiz, en Colombie-Britannique. Carty, qui avait demandé à être transféré dans une prison fédérale au Canada occidental ou au Canada atlantique, était toujours à l'unité d'évaluation provinciale de Millhaven, en attendant son transfert dans une prison fédérale. Il a ensuite été transféré à Kent, où il est mort dans sa cellule le 26 avril 2018.

## Appel et nouveau procès
En mai 2023, la Cour d'appel de l'Ontario a accordé un appel à Pan et à ses trois co-conspirateurs concernant l'accusation de meurtre au premier degré et a ordonné un nouveau procès. La cour a jugé que le juge du procès avait donné des instructions incorrectes au jury en lui demandant de ne considérer que deux scénarios qui justifieraient une accusation de meurtre au premier degré, au lieu de permettre de considérer des scénarios qui pourraient entraîner des accusations de meurtre au second degré et d'homicide involontaire. La cour a également confirmé les condamnations pour tentative de meurtre du père de Pan.

## Réaction médiatique
Selon le South China Morning Post, cette affaire « a envoyé des ondes de choc à travers le Canada et la diaspora asiatique ». Un éditorial du Northwest Asian Weekly a suggéré de considérer « l'idée de reconnaître les symptômes mentaux et psychologiques que la parentalité pouvait aller trop loin »[pas clair] dans le foyer des Pan. Une histoire de Karen K. Ho dans le magazine Toronto Life a attiré l'attention du public en la présentant comme un exemple de parentalité stricte qui a mal tourné tragiquement.
En 2016, le journaliste Jeremy Grimaldi a publié un livre de crimes réels intitulé A Daughter's Deadly Deception: The Jennifer Pan Story. Les podcasts Casefile, My Favorite Murder, Wine and Crime et la série Deadly Women ont également couvert cette affaire.